# أمين الله رضائي
أمين الله رضائي (2 أبريل 1961 في همدان - 2004 في طهران) رسام ومصمم وشاعر إيراني، كان أول من استورد اللوحات السريالية إلى إيران. ولهذا أطلق عليه البعض لقب والد الرسم السريالي الإيراني.
تتراوح لوحات رضائي من الأعمال السريالية والرمزية إلى الرسوم الكرتونية المضحكة السوداء والمدروسة. يظهر الموضوع السياسي، والشكل التشريحي الدقيق والمتقن، والجمع بين الأطراف البشرية والحيوانية أو تشوه الجسم في لوحاته. ومن ثم فهو أول شخص في إيران يرسم في مجال السريالية. لهذا السبب، أطلق عليه البعض لقب والد الرسم السريالي الإيراني.

## سيرة
ولد أمين الله رضائي عام 2 أبريل 1961 بمدينة همدان. ومنذ سن مبكرة، أصبح مهتمًا بالرسم والأدب والشعر والموسيقى والخط، وعلى الرغم من قيود والده الدينية، فقد واصل الرسم والموسيقى. وحصل أمين الله رضائي على منحة دراسية فرنسية مدتها ست سنوات و50،000 تومان نقدًا من الحكومة في معرض طهران الدولي الأول قبل الثورة، لكنه لم يقبلها. كما حصل على دبلومة فخرية في الحرف اليدوية من ورش الحرف اليدوية في بنغالور بالهند من التبادل الثقافي الآسيوي.
كان عضوا في رابطة الكتاب الإيرانيين وحضر العديد من الاجتماعات وبيانات الجمعية. تم نشر العديد من كتاباته ولوحاته في المطبوعات الداخلية للجمعية قبل الثورة. أيضا، كانت بعض أغانيها من البث التلفزيوني والإذاعي الوطني والتلفزيوني والإذاعي. يقع قبره في القسم 88 (قسم الفنانين) بجنة الزهراء.

## تأثيرات
عرضت الأعمال المتعلقة بموضوعي الهجرة وحوار الحضارات في متحف طهران المعاصر في البينالي الخامس للرسوم المتحركة الدولية بطهران (15 أكتوبر - 15 نوفمبر 2001). تم اختيار عمل حوار الحضارات باعتباره العمل المختار من قبل المنظمة الثقافية والفنية لبلدية طهران في قسم الجوائز الجانبية كل سنتين وتم منحه تمثال خاص.
مجموعة من قصائده بأشكال مختلفة منها الغزال والتي تضم أيضا قصائد محلية باللهجة الهميدانية بعنوان «بر سمند خيال» 2003 منشورات «ما». كتاب دون اعتقد انه في جامعة هارفارد، في مجال الدراسات الأدبية مكتبة ویدنر محفوظة. اسمه مدرج في قائمة التبادل الثقافي الآسيوي.

### لوحات
تتراوح لوحات رضائي من الأعمال السريالية والرمزية إلى الرسوم الكرتونية المضحكة السوداء والمدروسة. يظهر الموضوع السياسي، والشكل التشريحي الدقيق والمتقن، والجمع بين الأطراف البشرية والحيوانية أو تشوه الجسم في لوحاته.
كان أمين الله رضائي ناشطًا أيضًا في مجال نقد الرسم وصمم وأجرى مقابلات مع خسرو كلسورخي بحضور فنانين بارزين في ذلك الوقت.
تم عرض لوحات رضائي في سبعة وعشرين معرضًا خاصًا وجماعيًا.